# Bostrychus
Bostrychus es una género de peces.

## Especies
- Bostrychus africanus (Steindachner, 1879)
- Bostrychus albooculata (Herre, 1927)
- Bostrychus aruensis M. C. W. Weber, 1911
- Bostrychus expatria (Herre, 1927)
- Bostrychus microphthalmus Hoese & Kottelat, 2005
- Bostrychus scalaris Larson, 2008
- Bostrychus sinensis Lacépède, 1801
- Bostrychus strigogenys Nichols, 1937
- Bostrychus zonatus M. C. W. Weber, 1907